# ナミブ＝ナウクルフト国立公園
ナミブ＝ナウクルフト国立公園（Namib-Naukluft National Park）は、ナミビア中南部にある国立公園。

## 概要
世界最古の砂漠であると考えられるナミブ砂漠とナウクルフト山にまたがる国立公園であり、総面積は49,768km2とアフリカで最大、世界でも4番目の面積を誇る。この面積はスイス（41,285km2）やニューハンプシャー州とバーモント州（いずれもアメリカ）を合わせた面積（49,140km2）よりも広大である。園内で最も有名な砂丘はソススフレイと呼ばれる鮮やかなオレンジ色の砂丘であり、ナミビアの一大観光地となっている。なお、公園東端部分はナウクルフト山脈となっており、高い残丘（インゼルベルグ）とkopjes（アフリカーンス語で「草原から隆起する小丘」という意味）と血のような赤色の花崗岩が存在することも特徴である。

## 生息動物
園内は大変な乾燥地域であるが、ヘビやヤモリ、珍しい昆虫、ハイエナ、オリックス、ジャッカルなどが生息している。また、海岸沿いの干潟や湿地には時に数百万羽の鳥が飛来することもある。

## 気候と砂丘

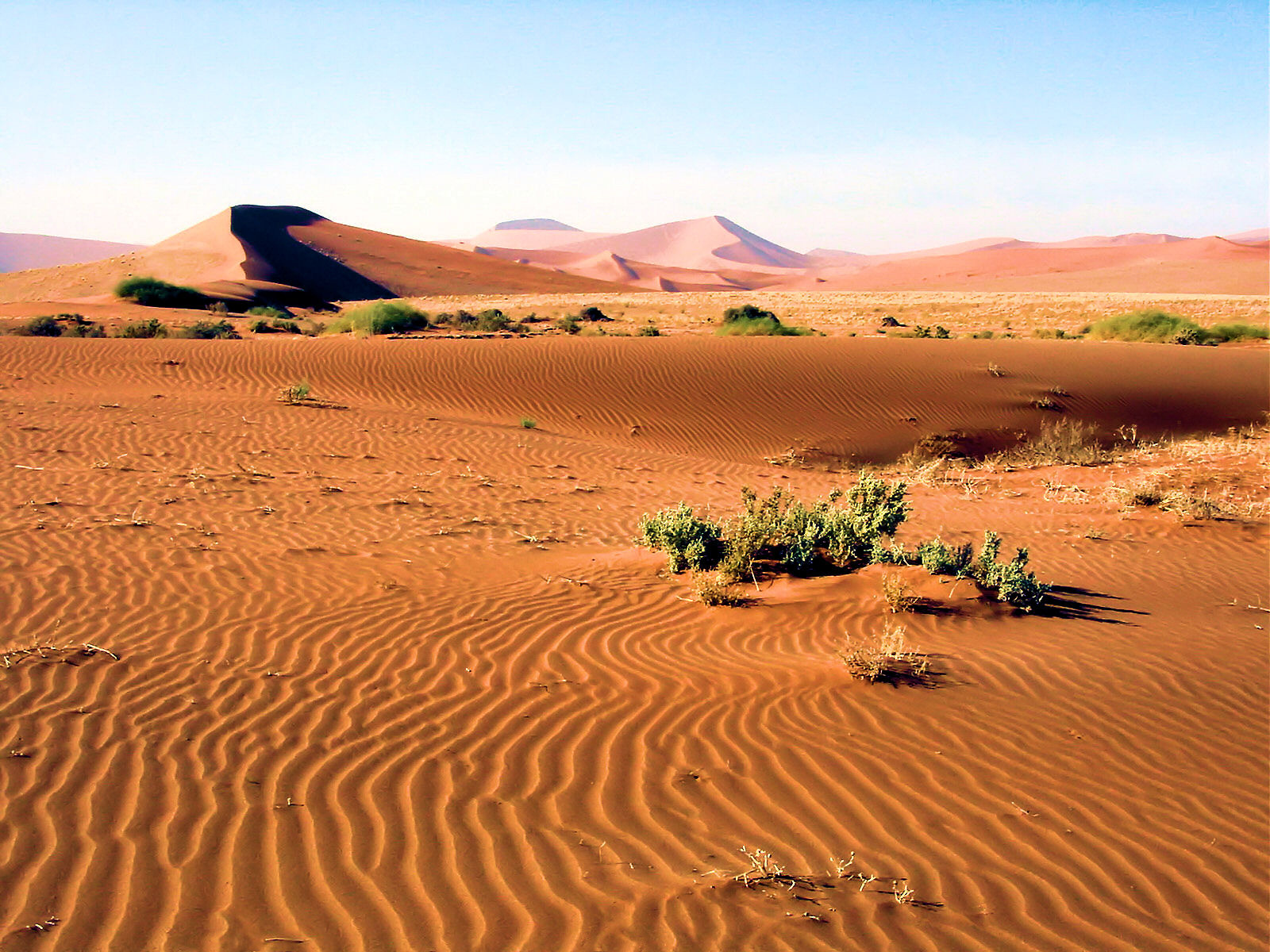
ソススフレイ周辺の大昔から存在する砂丘。国立公園へはセスリエム（en）にあるビジターセンターから比較的頻繁にアクセス出来る。

雨季は2月と4月であり、通常の雨のように降るのではなく大西洋方面から霧のように降り、年間降水量は平均106ミリメートルを記録する。この霧のような雨が運ぶ風は、公園内の見どころである鮮やかなオレンジ色の砂丘を形成するための重要な要素となっている。この砂丘のオレンジ色は砂の中の鉄が酸化されて出来るものであり、この「霧」によって長い時間をかけ現在の砂丘の色となっていった。園内の砂丘は最大で地上300メートルもの高さとなり、世界で最も高さのある砂丘として知られている。

## 歴史
「ナミブ」は「開けた土地」という意味であり、「開けた土地の国」という意味を持つ「ナミビア」という国名はこのナミブ砂漠に由来する。1907年のドイツ植民地時代に国立公園として制定され、1978年にナミブ砂漠公園と国立ナウクルフト＝マウンテンゼブラ公園、ダイヤモンド鉱山のあった地区、周囲の国有地の一部の合併により現在の面積となった。

## ギャラリー

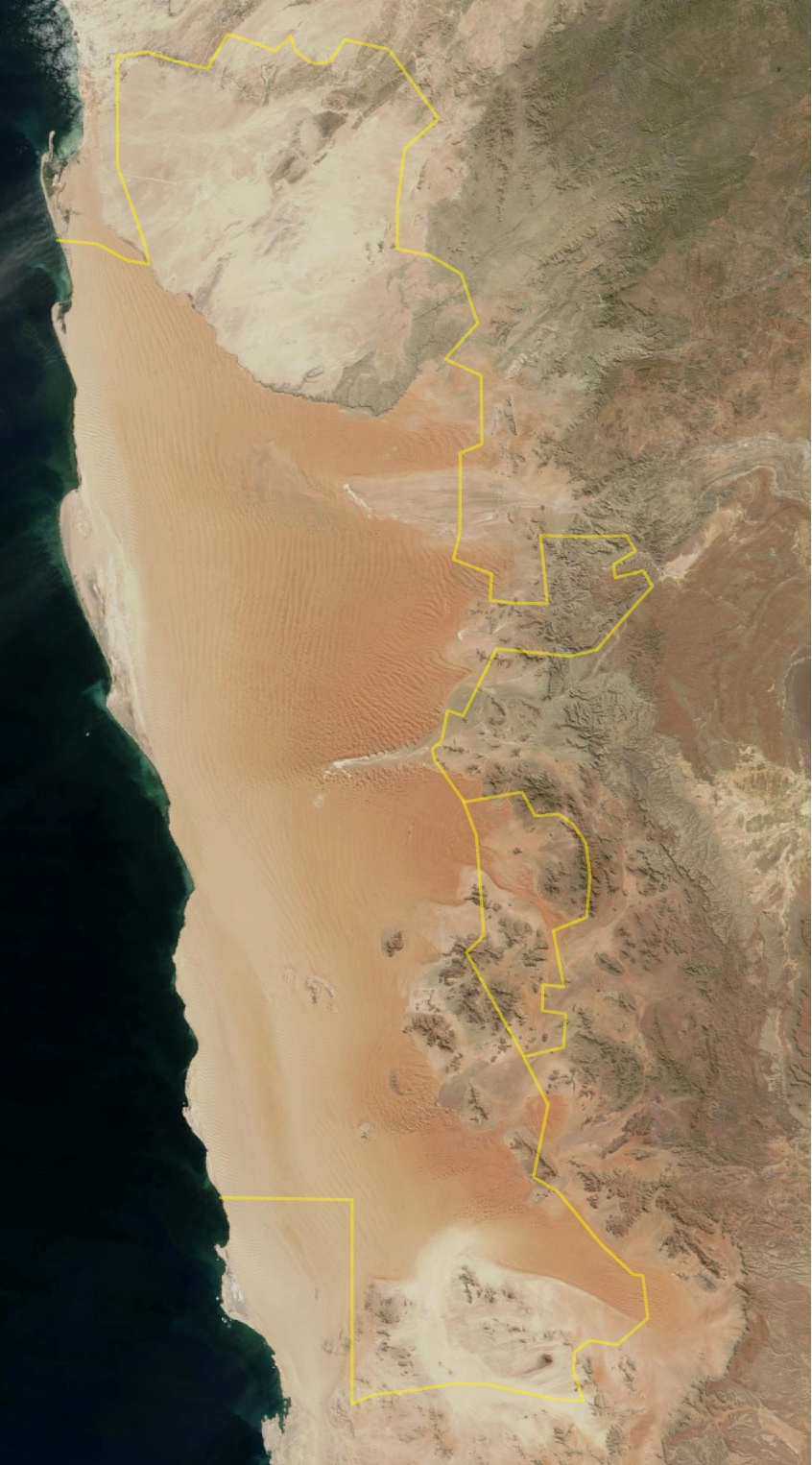
国立公園とナミブランド自然保護区（右側）の境界を示す衛星写真
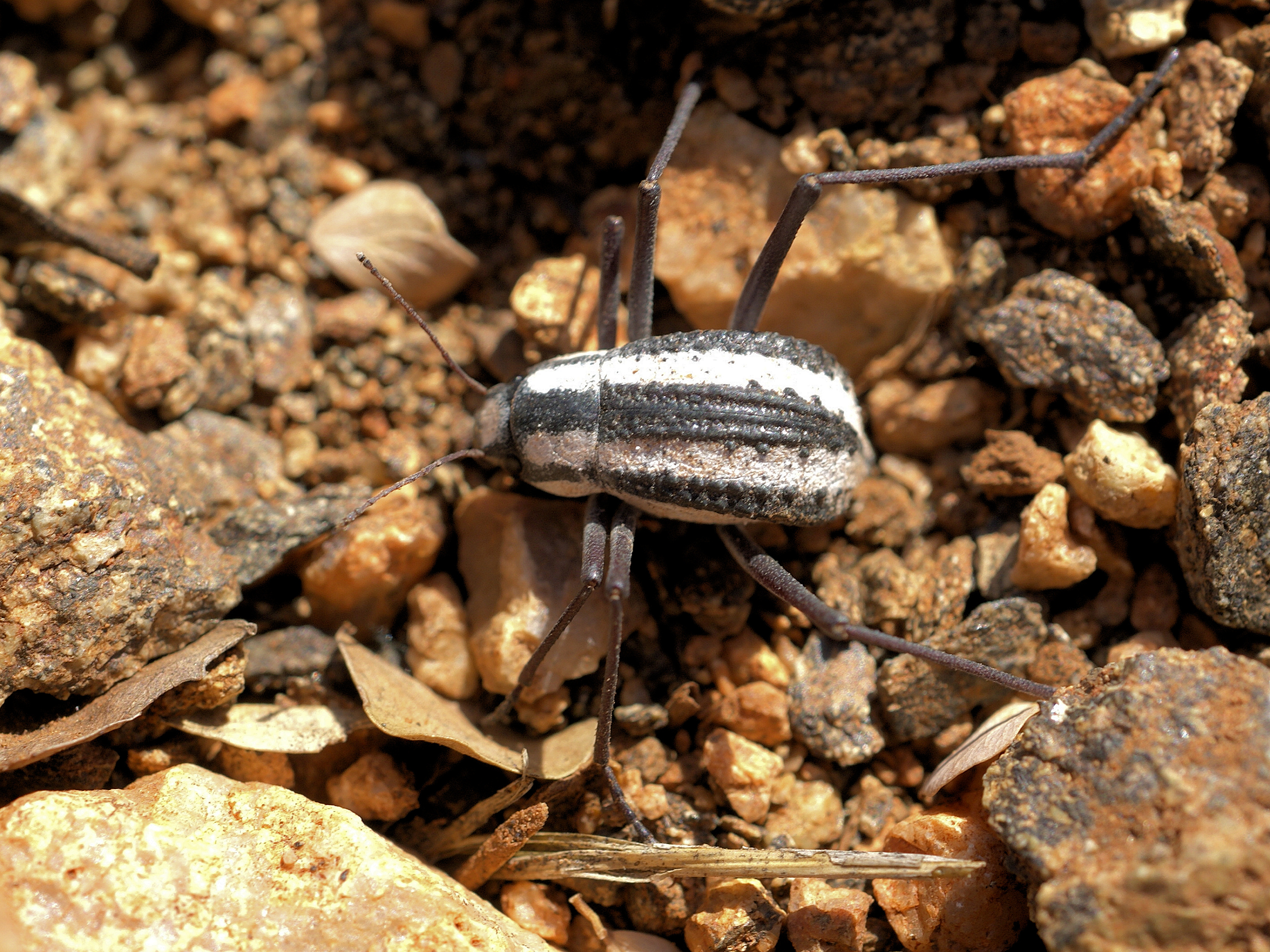
ナミブ砂漠カブトムシ（en:Namib Desert beetle）, Stenocara gracilipes
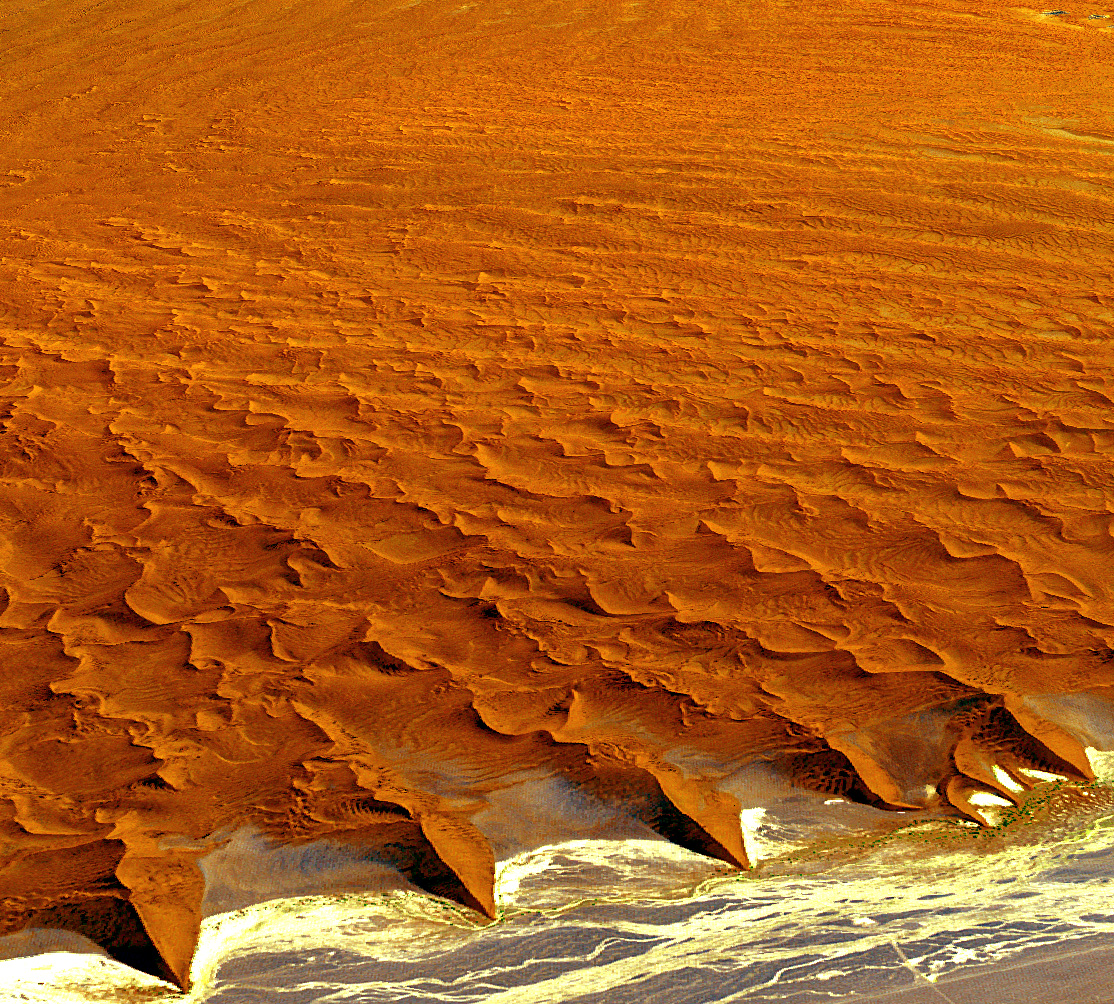
ナミブ砂漠の高く積もった砂丘群
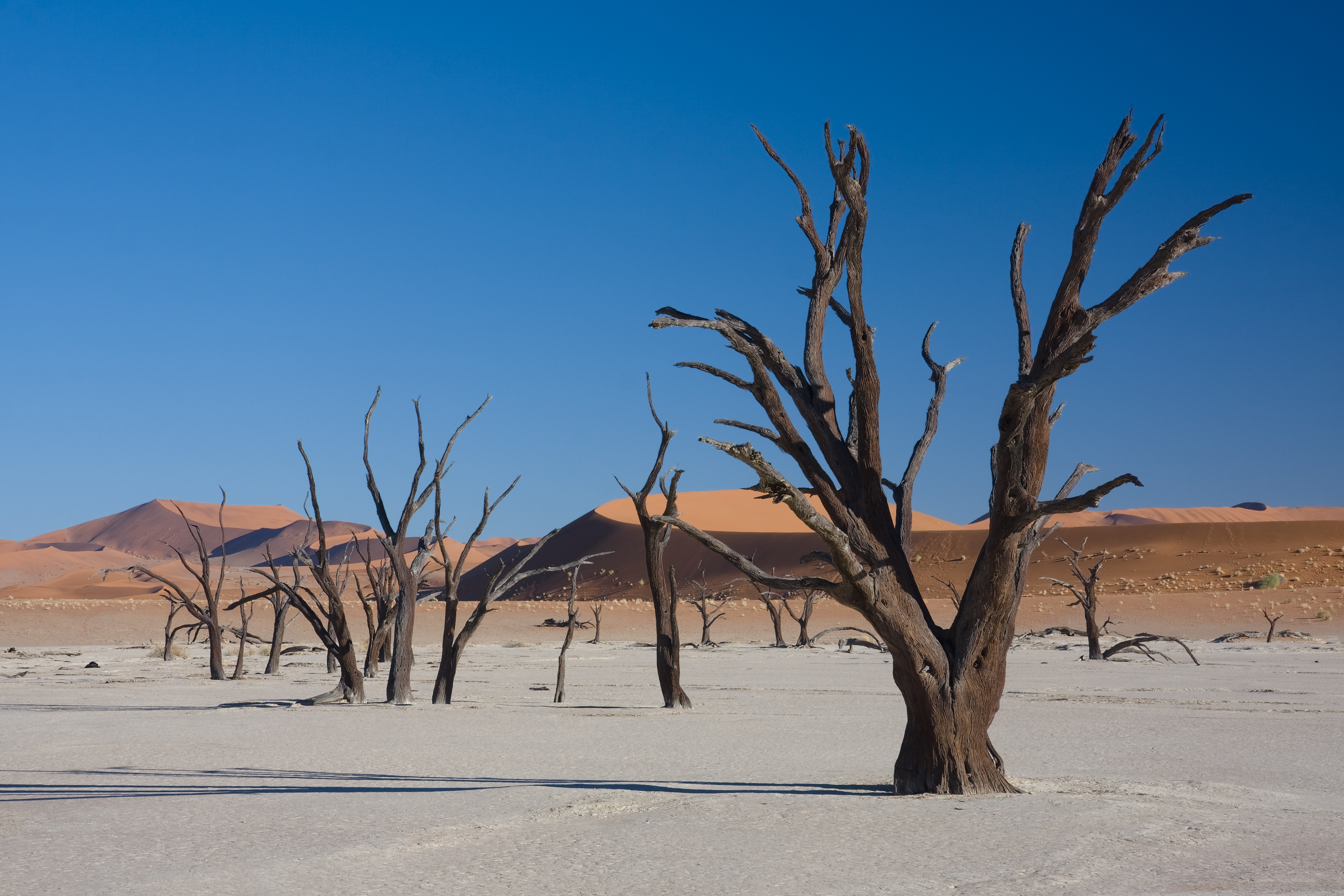
枯れてから550年が経つ木 - デッドフレイ（en:Dead Vlei）
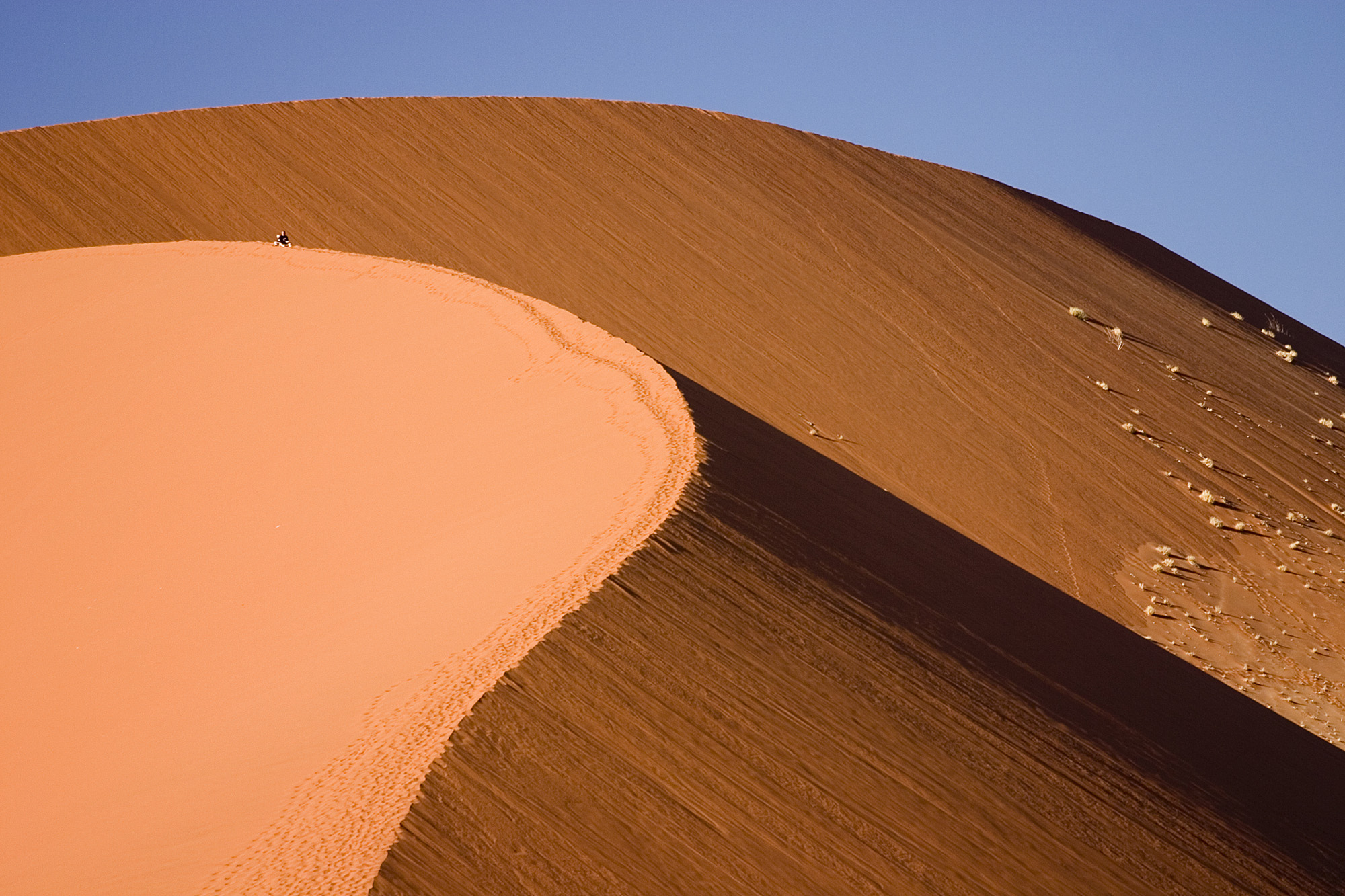
公園内の代表的な砂丘
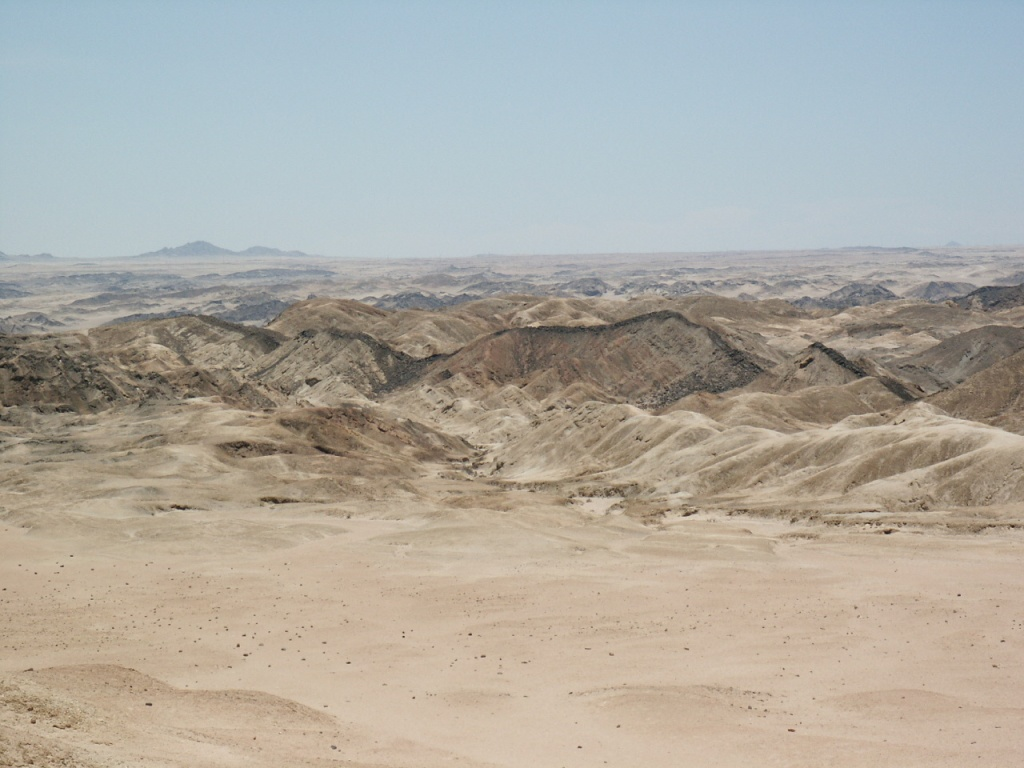
スワコプムント付近の月面によく似た風景
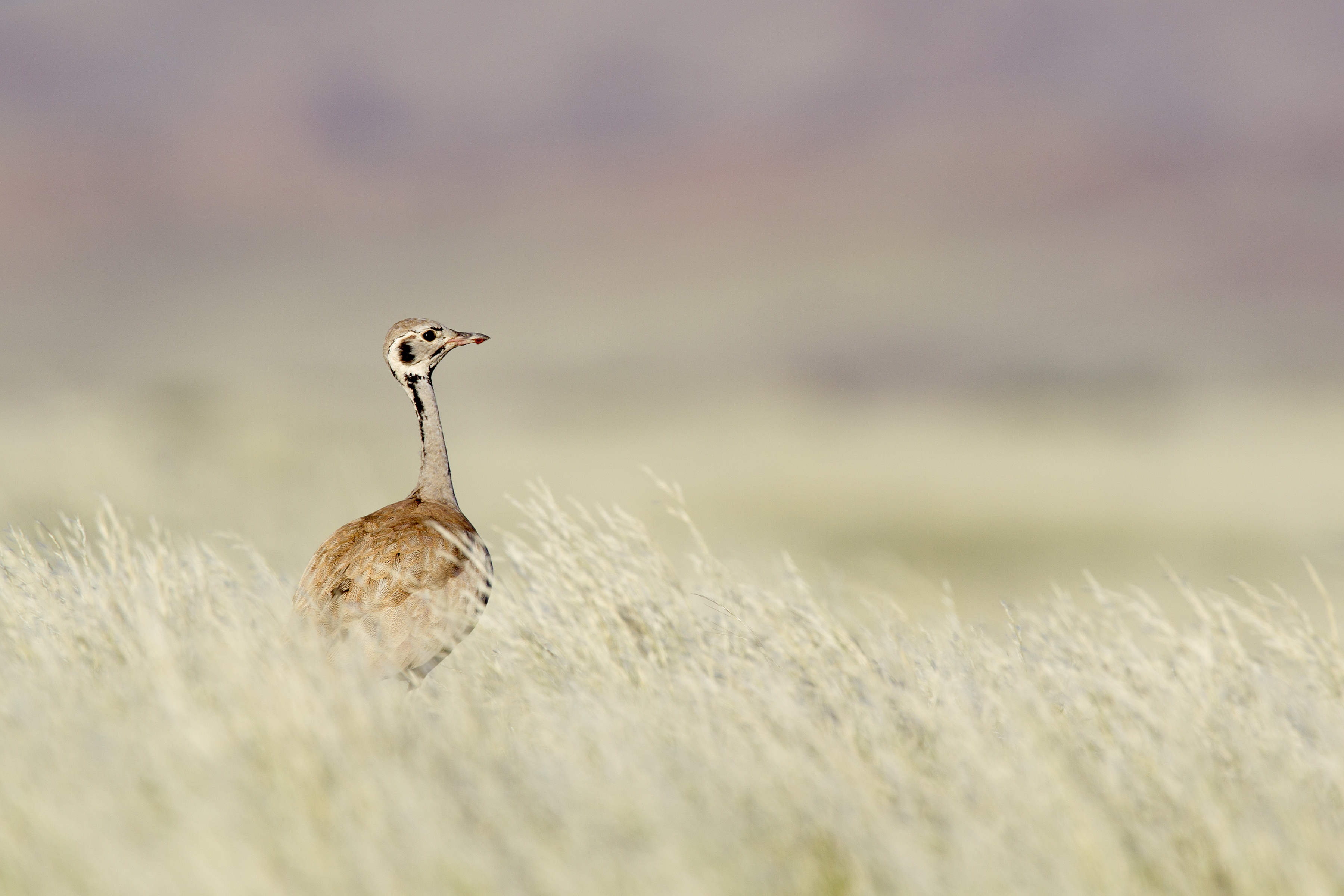
砂丘近くの草原にたたずむコノドグロショウノガン
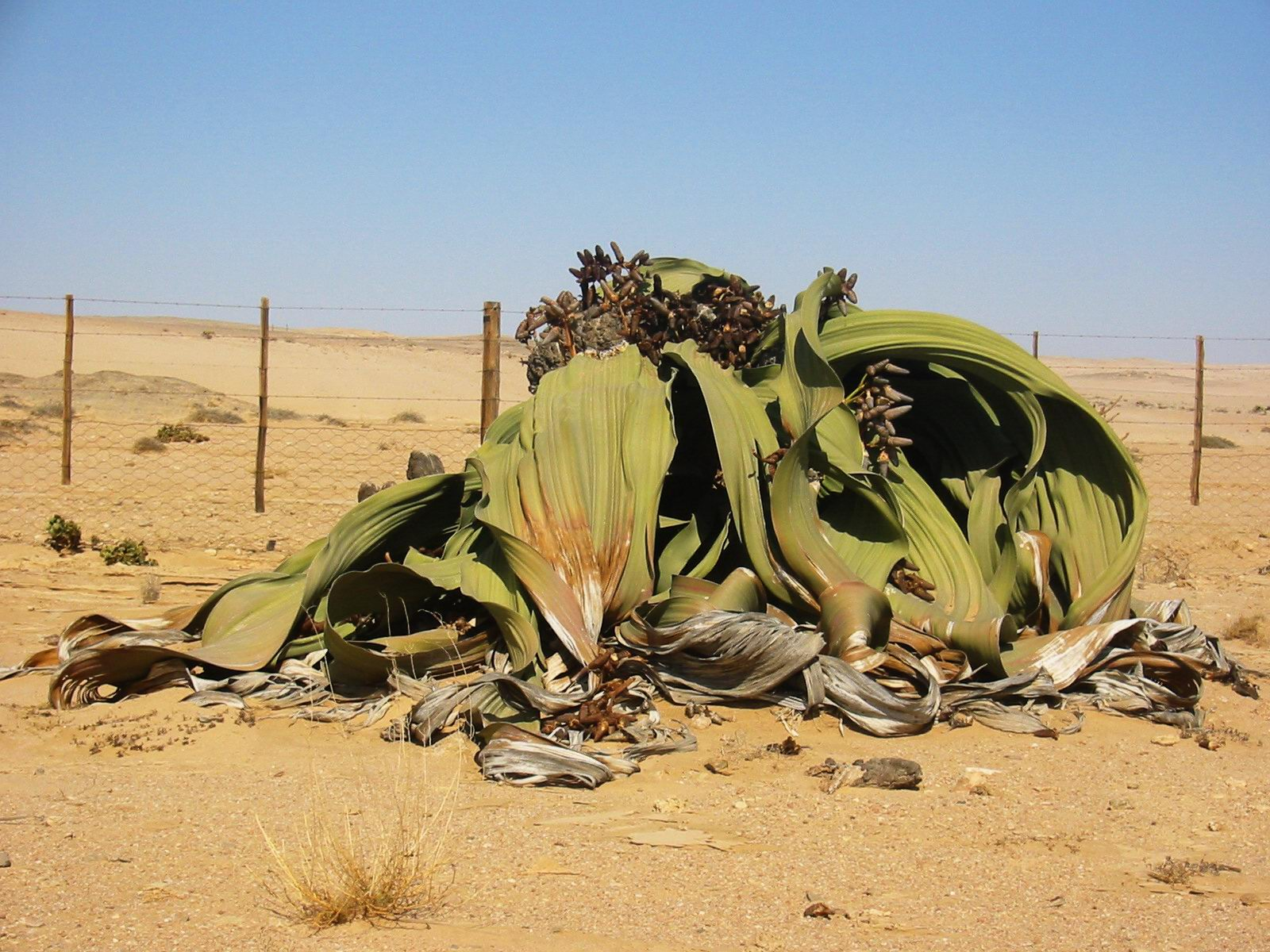
ウェルウィッチアの最大種は直径4ｍ、高さ1.4ｍにもなる